# Pieni Kurjensaari
Pieni Kurjensaari är en ö i Finland. Den ligger i sjön Osmajärvi och i kommunen Leppävirta i den ekonomiska regionen  Varkaus ekonomiska region  och landskapet Norra Savolax, i den södra delen av landet, 290 km nordost om huvudstaden Helsingfors. Öns area är 1,1 hektar och dess största längd är 140 meter i sydväst-nordöstlig riktning.